# Polygala nudata
Polygala nudata là một loài thực vật có hoa trong họ Polygalaceae. Loài này được Brandegee miêu tả khoa học đầu tiên năm 1911.